# 정권 교체
정권 교체(政權交替), 체제의 변동, 레짐 체인지(영어: regime change)는 한 정권이 다른 정권으로 강제적으로 교체되는 것을 의미한다. 정권 교체는 국가의 가장 중요한 리더십 체계, 관리기구, 관료제의 일부 또는 모든 것을 대체할 수 있다. 정권 교체는 혁명, 쿠데타, 국가실패나 내전이 잇따르는 정부 재구성 등 국내 프로세스에 의해 발생할 수 있다.
침입, 간섭, 강압 간섭, 강압 외교 등을 통한 외부 요인으로 인해 발생할 수도 있다. 정권이 다른 정권으로 교체되는 것뿐 아니라 정권 교체는 새로운 기관의 창설, 오래된 기관의 복원, 새 이념의 홍보가 잇따를 수 있다.
알렉산더 다운스의 데이터셋에 따르면 120명의 지도자들이 1816년부터 2011년 사이 외부에서 가해진 정권 교체에 의해 축출되었다.

## 같이 보기
- 민주주의 진흥
- 롤백 (전술)